# Gran ejército pagano
El Gran ejército pagano, también conocido como el Gran ejército o Gran ejército danés, fue un ejército vikingo de origen danés que devastó y conquistó gran parte de Inglaterra a finales del siglo IX. A diferencia de la mayoría de incursiones escandinavas de la época, las fuentes contemporáneas existentes no ofrecen una cifra concreta, pero es evidente que fue una de las fuerzas armadas más poderosas de su clase, entre centenares de naves y miles de guerreros involucrados.

## Historia

Mapa mostrando las diversas rutas que tomaron el gran ejército pagano entre los años 865 y 878.

El término Gran ejército pagano se usa en la crónica anglosajona. La mayoría de evidencias sobre el ejército procede de estos anales, y como el redactado se inicia el 1 de septiembre, muchos de los acontecimientos citados se producen un año más tarde (usando el calendario gregoriano). 
El origen del ejército puede imputarse a los grupos vikingos que atacaron París en el año 845, posiblemente liderados por el legendario caudillo Ragnar Lodbrok. Devastaron la región a partir de 850, saqueando repetidamente Ruan y otras ciudades pequeñas, posiblemente utilizando bases esporádicas fácilmente defendibles para dar curso a su actividad depredadora.
Tras ganar experiencia a lo largo y ancho de Europa, el ejército llegó a Gran Bretaña a finales de 865, entrando por East Anglia. Bajo el mando de Halfdan Ragnarsson e Ivar el Deshuesado, con apoyo de Ubbe Ragnarsson, quien animó a conquistar y asentarse en Inglaterra. Las sagas nórdicas entienden la invasión como una respuesta a la muerte de su padre, Ragnar Lodbrok, a manos de Ælla de Northumbria en 865, pero la historicidad de esta justificación es muy incierta. Simeón de Durham en su Historia de Sancto Cuthberto menciona a los caudillos vikingos y jarls del gran ejército pagano: Halfdan, Inguar, Hubba, Beicsecg, Guthrum, Oscytell, Amund, dos jarls con el mismo nombre Sidroc, Osbern, Frana y Harold.
A finales de 866, conquistaron el reino de Northumbria, y en 870 el reino de Estanglia. En 871, el gran ejército de verano llegó desde Escandinavia liderados por el vikingo Bagsecg. El fortalecimiento de las fuerzas militares capacitaron al ejército para conquistar Mercia en el año 874. El mismo año, un considerable número de colonos se asentaron en los territorios conquistados, seguidos de otro grupo en 877. Halfdan siguió al norte para atacar a los pictos, mientras que Guthrum aparecía como caudillo de las fuerzas vikingas en el sur, y en 876 se sumaron más fuerzas que sirvieron para ganar la batalla de Wareham. No obstante, Alfredo el Grande devolvió el golpe y finalmente consiguió la victoria sobre el ejército nórdico en la batalla de Ethandun en 878, forzando el Tratado de Wedmore.
Los asentamientos del ejército sirvieron para fundar el reino vikingo de York en el año 866 el cual sobrevivió con algunas interrupciones hasta 954.

### Vuelta al continente
El 12 de abril de 879 los vikingos del gran ejército dirigieron su atención hacia el continente y desembarcaron en la desembocadura del Escalda. Durante trece años, ciudades y cultivos fueron incendiados y la devastación se extendió rápidamente, llegando a Lieja, Malinas, Coblenza, Tréveris, Colonia y Aquisgrán, incluso hasta el mismo palacio de Carlomagno. Entre 885 y 886 realizaron el sitio de París con 700 naves y 30 000 guerreros del norte pero Eudes de Francia, conde de París, les hizo frente durante once meses y no lograron su cometido. En 892 regresaron al Danelaw en Inglaterra, pero Alfredo el Grande se había aprovechado de la larga tregua, había llegado a Londres y estaba mejor preparado para cualquier posible embestida de los belicosos vecinos.